# Alma Jordan Library
The Alma Jordan Library an der University of the West Indies (UWI) in Trinidad und Tobago wurde 2012 nach der Bibliothekarin Dr. Alma Jordan benannt. Das vierstöckige Gebäude steht auf dem Campus der Universität in St. Augustine. Es ist die größte der Bibliotheken des St Augustine Campus Libraries Network, mit ca. 600.000 Monographien, 31.000 e-books, 4.000 Zeitschriften, 57.000 e-journals und Zugang zu mehr als 200 Datenbanken.
Die Alma Jordan Library beherbergt auch die Eric Williams Memorial Collection, welche in das Weltdokumentenerbe der UNESCO aufgenommen worden ist.
Außerdem besitzt die Bibliothek die Protokollbücher (Minute Books) der London Society of West India Planters and Merchants, einer wichtigen anti-abolitionistischen Organisation der Plantocracy der British West Indies.
Die weiteren Bibliotheken im Netzwerk der St. Augustine Campus Libraries sind die Medical Sciences Library, die Bibliothek der School of Education (Library at the School of Education), das Festival Library and Cultural Resource Centre, die Bibliothek des Centre for Language Learning, die Bibliothek des Institute of International Relations, die Republic Bank Library der Arthur Lok Jack Graduate School of Business, die Bibliothek des National Herbarium of Trinidad and Tobago, die Bibliothek der Hugh Wooding Law School, die Seismic Research Centre Library, die Patience-Theunissen Memorial Library in Mount Saint Benedict und die Bibliothek am Roytec der UWI School of Business and Applied Studies. 